# Toéghin (Toéghin)
Pour les articles homonymes, voir Toéghin.
Toéghin est une commune rurale et le chef-lieu du département de Toéghin situé dans la province du Kourwéogo de la région Plateau-Central au Burkina Faso.

## Géographie
Toéghin se trouve à environ 60 km au nord du centre de Ouagadougou et à 30 km au nord-est de Boussé, le chef-lieu provincial.

## Santé et éducation
Toéghin accueille un centre de santé et de promotion sociale (CSPS) tandis que le centre médical avec antenne chirurgicale (CMA) se trouve à Boussé.